# Cosmopterix sibirica
Cosmopterix sibirica is een vlinder uit de familie prachtmotten (Cosmopterigidae). De wetenschappelijke naam is voor het eerst geldig gepubliceerd in 1985 door Sinev.
De soort komt voor in Europa.